# Supernova

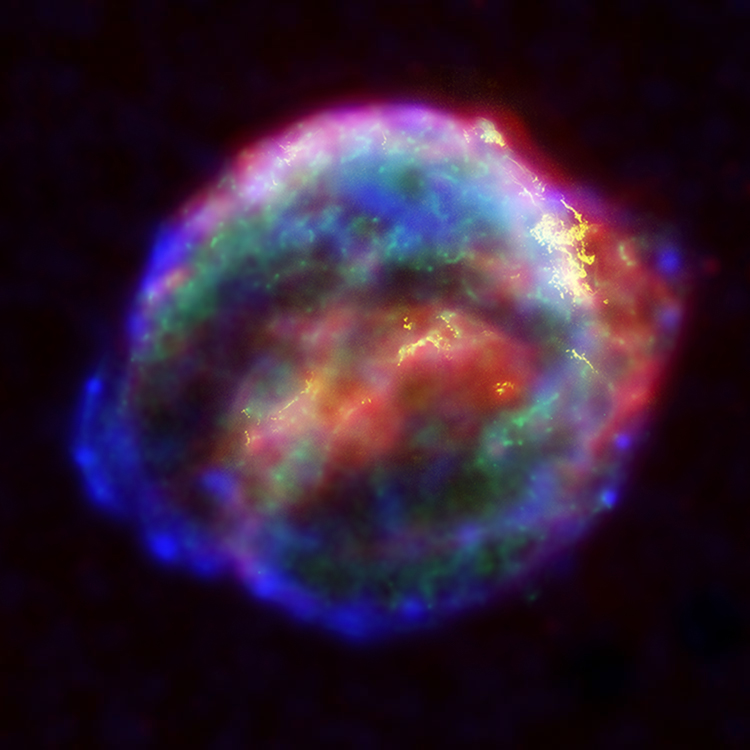
Remanente de la supernova de Kepler, SN 1604.

Una supernova (del latín super 'por encima' y nova, 'nueva') es una explosión estelar que puede manifestarse de forma muy notable en el espacio, incluso a simple vista, en lugares de la esfera celeste donde antes no se había detectado nada en particular. Por esta razón a eventos de esta naturaleza se los llamó inicialmente stellae novae («estrellas nuevas») o simplemente novae. Con el tiempo se hizo la distinción entre fenómenos aparentemente similares, pero de luminosidad intrínseca muy diferente; los menos luminosos continuaron llamándose novae (novas), en tanto que el término supernova fue acuñado por Walter Baade y Fritz Zwicky en 1931 para denominar a los más luminosos agregándoles el prefijo «super-». 
Este evento astronómico ocurre durante las últimas etapas evolutivas de una estrella masiva o cuando una enana blanca se desencadena en una fusión nuclear descontrolada. El objeto original, llamado progenitor, se colapsa en una estrella de neutrones o un agujero negro, o se destruye por completo.
El término primitivo fue utilizado desde la Antigüedad para indicar la explosión de una estrella súper gigante roja en sus capas externas, las cuales producen una luminosidad que puede aumentar 100 000 veces su brillo original. Esta luminosidad dura unos pocos días y, en ocasiones, puede ser observada a simple vista desde la Tierra. Al ver un nuevo resplandor en el cielo, los seres humanos creían que había aparecido una nueva estrella. Al año siguiente de la muerte de Fritz Zwicky, en agosto de 1975, apareció una nova que pudo ser observada a simple vista desde la Tierra durante algunos días. Esta nova surgió de la explosión de una gigante roja.
Las supernovas producen destellos de luz intensísimos que pueden durar desde varias semanas a varios meses. Se caracterizan por un rápido aumento de la intensidad luminosa hasta alcanzar una magnitud absoluta mayor que el resto de la galaxia. Posteriormente su brillo decrece de forma más o menos suave hasta desaparecer completamente.
Se han propuesto varios escenarios para su origen. Pueden ser estrellas masivas que ya no pueden desarrollar reacciones termonucleares en su núcleo, y que son incapaces de sostenerse por la presión de degeneración de los electrones, lo que las lleva a contraerse repentinamente (colapsar) y generar, en el proceso, una fuerte emisión de energía. Otro proceso más violento aún, capaz de generar destellos incluso mucho más intensos, puede suceder cuando una enana blanca miembro de un sistema binario cerrado, recibe suficiente masa de su compañera como para superar el límite de Chandrasekhar y proceder a la fusión instantánea de todo su núcleo: esto dispara una explosión termonuclear que expulsa casi todo, si no todo, el material que la formaba.
La explosión de una supernova provoca la expulsión de las capas externas de la estrella por medio de poderosas ondas de choque, enriqueciendo el espacio que la rodea con elementos pesados. Los restos finalmente componen nubes de polvo y gas. Cuando el frente de onda de la explosión alcanza otras nubes de gas y polvo cercanas, las comprime y puede desencadenar la formación de nuevas nebulosas solares que originan, después de cierto tiempo, nuevos sistemas estelares (quizá con planetas, al estar las nebulosas enriquecidas con los elementos procedentes de la explosión).
Estos residuos estelares en expansión se denominan remanentes y pueden tener o no un objeto compacto en su interior. Dicho remanente terminará por diluirse en el medio interestelar al cabo de millones de años. Un ejemplo es RCW 86.
Las supernovas pueden liberar varias veces 1044 J de energía. Esto ha resultado en la adopción del foe (1044 J) como unidad estándar de energía en el estudio de supernovas.
El 20 de septiembre de 2016, un astrónomo aficionado llamado Víctor Buso se convirtió en la primera persona en la historia en fotografiar el nacimiento de una supernova a 86 millones de años luz, en la galaxia espiral NGC 613, al explotar la estrella bautizada SN 2016gkg.

## Clasificación de las Supernovas

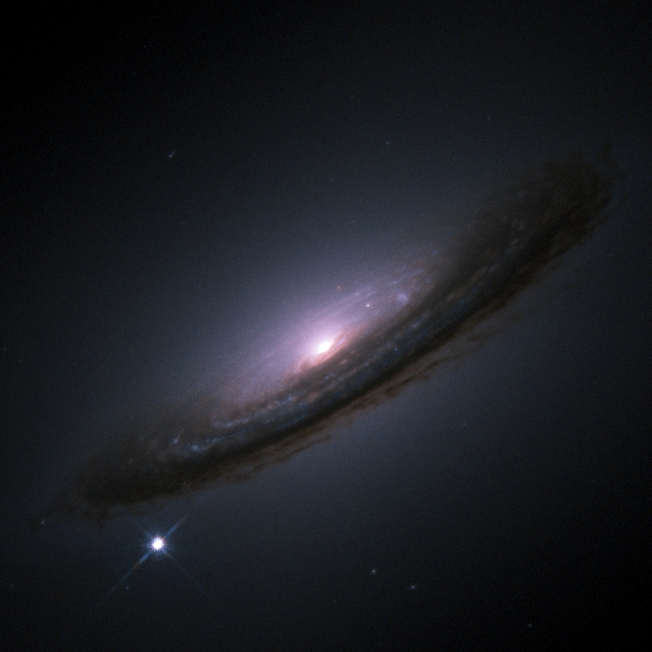
Imagen del telescopio espacial Hubble mostrando la supernova 1994D abajo a la izquierda y la galaxia NGC 4526.

La clasificación de las supernovas tiene razones históricas, y nació de los primeros intentos por parte de los astrónomos de comprenderlas; es así como se empezó agrupándolas de acuerdo a las líneas de absorción de diferentes elementos químicos que aparecen en sus espectros.
La primera clave para la división es la presencia o ausencia de hidrógeno. Si el espectro de una supernova no contiene una línea de hidrógeno es clasificada como tipo I; de lo contrario, se la clasifica como tipo II.
Dentro de estos dos grupos principales hay también subdivisiones de acuerdo a la presencia de otras líneas.

### Índice
Tipo I
Sin líneas de Balmer del hidrógeno

Tipo Ia
Línea Si II a 615,0 nm
Tipo Ib
Línea He I a 587,6 nm
Tipo Ic
Sin líneas del helio

Tipo II
Con líneas de Balmer del hidrógeno

Tipo II-P
Meseta
Tipo II-L
Decrecimiento lineal

### Tipo Ia

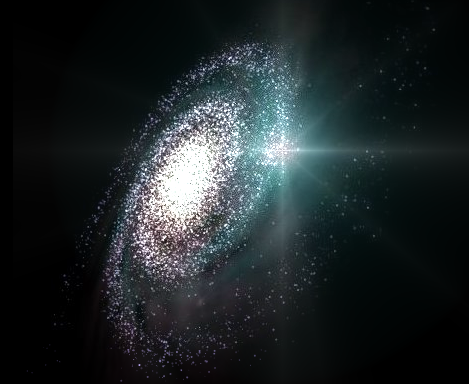
Las supernovas de tipo Ia son, por mucho, las más potentes de todas, pudiendo emitir un brillo varias veces superior al de la galaxia que las acoge. (Recreación artística).

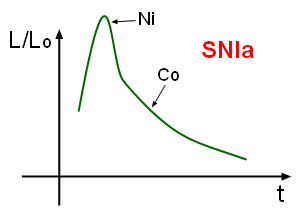
Curva de luz de una supernova de tipo Ia. Su máximo de emisión es el mayor entre todos los tipos de supernova. Se aprecia perfectamente la fase de emisión del níquel diferenciada de la del cobalto. Cuanto más rápido decrece la luz menor es el máximo. Este hecho permite la utilización de estos objetos como candelas estándar de precisión.

Las supernovas de tipo Ia carecen de una línea de silicio en el espectro. La teoría más aceptada con respecto a este tipo de supernovas sugiere que son el resultado de la relativamente rápida acreción de masa por parte de una enana blanca de carbono-oxígeno desde una estrella compañera, generalmente una gigante roja. Esto puede suceder en sistemas estelares binarios muy cercanos. Ambas estrellas tienen la misma edad y los modelos indican que casi siempre tendrán una masa semejante. Pero, normalmente siempre hay una más masiva que la otra y unas ligeras diferencias en este aspecto hacen que la más masiva evolucione (abandone la secuencia principal) antes que la estrella de menor masa. Una estrella con menos de 8-9 masas solares evoluciona, al final de su vida, en una enana blanca. Por esto es corriente que, en sus etapas finales, un sistema binario esté constituido por una enana blanca y una gigante roja con sus capas exteriores muy expandidas (ver: Evolución estelar: gigantes rojas).
Esta envoltura, básicamente de hidrógeno y helio, está poco cohesionada gravitatoriamente, por lo que es capturada fácilmente por la enana blanca. Alrededor de cada estrella hay un perímetro de influencia, delimitado por una superficie equipotencial llamada lóbulo de Roche, en el que predomina su fuerza de gravedad. Si parte de la envoltura de la gigante roja, que siempre está tendiendo a aumentar de volumen, invade el lóbulo de la enana blanca, será atraída por esta.
El material tiene que depositarse con la suficiente rapidez para que no se encienda la capa superficial de hidrógeno (si esto ocurre, el fenómeno se conoce como nova). Si el ritmo de acreción es el adecuado, la masa de la enana blanca pronto alcanza el límite de Chandrasekhar, momento en el cual los electrones degenerados ya no son capaces de sostener el objeto. El aumento de presión resulta en el colapso de la estrella, cuyas temperaturas se disparan hasta llegar a iniciar la fusión del carbono en su núcleo. Esta ignición alcanza toda la estrella, empezando en su centro y extendiéndose rápidamente hasta las capas más externas. Dado que tienen muy poco hidrógeno en su superficie, este se ioniza rápidamente, volviéndose transparente e indetectable cuando se leen los espectros de estos destellos luminosos. La manera en que propaga la energía de la explosión en el interior de la enana es aún objeto de debate entre los científicos. Si bien se supone que la fuente principal de energía está en el centro, se desconoce si existen otros puntos simultáneos de ignición que generen ondas de choque convergentes que potencien el rendimiento de la explosión. Las turbulencias generadas por la inestabilidad de Rayleigh-Taylor parecen ser causa de una rápida propagación del frente de ignición en todo el volumen de la estrella. Se desconoce cómo dicha ignición hace su transición de deflagración subsónica a detonación supersónica.
Durante la detonación se quema, en cuestión de segundos, una cantidad de carbono que a una estrella normal le llevaría siglos. Esta enorme energía libera una poderosa onda de choque que destruye la estrella, expulsando toda su masa a velocidades de alrededor de los 10 000 km/s. La energía liberada en la explosión también causa un aumento extremo en la luminosidad, por lo que estas supernovas llegan a ser las más luminosas de todas, emitiendo alrededor de 1044 J (1 foe). Normalmente no quedan rastros de la estrella que originó el cataclismo, sino solo restos de gas y polvo sobrecalentados en rápida expansión. La desaparición, por consiguiente, del campo gravitatorio de la enana blanca produce un cambio en la trayectoria de la estrella vecina, si esta pudo sobrevivir a la detonación. Al no verse sometida a la fuerza de atracción de la estrella destruida, la otra saldrá disparada en la dirección que seguía en el momento del estallido, como si de una «honda» se tratase. Estas estrellas fugitivas se pueden en principio detectar ya que deberían tener velocidades mucho mayores que las de su entorno.
Vale la pena recalcar nuevamente que el mecanismo que produce las supernovas de tipo Ia es, en cierto modo, similar al de las novas, pero en estas la enana blanca acreta materia más lentamente, encendiéndose su superficie antes de que la masa total alcance el límite de Chandrasekhar. Este fenómeno en general no causa el colapso de la enana blanca, por lo que puede reiterarse, lo que no es el caso de las supernovas.
La supernovas de tipo Ia son fenómenos muy raros ya que requieren unos requisitos muy estrictos para su formación. En primer lugar, solo se producirían en sistemas binarios compuestos por estrellas de masa intermedia y baja. Estos sistemas en principio son bastante corrientes, pero aún hay más restricciones. La suma de las masas de ambas estrellas ha de ser mayor que la masa de Chandrasekhar (1,44 MSol). Han de estar lo suficientemente cerca como para que sus lóbulos de Roche puedan ser invadidos por la envoltura de la gigante roja en expansión. De ser posible, la envoltura de la gigante debería engullir a la enana blanca, lo cual garantizaría una absorción rápida del material y su frenado debido a la fricción con el gas estelar. Esto cerraría aún más la binaria, lo cual aumentaría el ritmo de la acreción. Si la absorción fuese demasiado lenta y pausada, ocurriría el mencionado fenómeno de nova periódica.
También puede existir una supernova tipo Ia generada por la fusión de dos enanas blancas del mismo sistema binario. Puede ocurrir que ninguna de las dos logre por sí sola acretar la suficiente masa como para generar una supernova, pero juntas, en cambio, pueden superar la masa de Chandrasekhar. Dos enanas blancas en rotación emiten ondas gravitatorias y, con el tiempo, sus órbitas se acercan y aceleran, lo cual a su vez acelera la emisión de ondas y retroalimenta el proceso. Puede llegar un momento en el que una de las dos enanas (la menos masiva), se disgregue y forme un toro (forma de «dónut») alrededor de la otra estrella. Después, el material del disco empieza a caer sobre la superficie. El ritmo no debe ser ni muy lento ni muy rápido tampoco, ya que en cualquiera de los casos se produciría la quema prematura del carbono en la superficie.
Las supernovas de tipo Ia poseen una curva de luz característica. Cerca del momento de luminosidad máxima, el espectro contiene líneas de elementos de masa intermedia que van desde el oxígeno hasta el calcio (presentes en las capas externas de la estrella). Meses después de la explosión, estos elementos se han hecho totalmente transparentes y la luz que domina es la que proviene de los elementos más pesados procedentes del núcleo. En el máximo de emisión se concentra la luz emitida por el níquel-56. Este va decayendo por radiactividad a cobalto-56, también radiactivo. En un momento dado, la emisión de luz es dominada por el cobalto, cuyos fotones de alta energía suavizan la curva de decrecimiento del brillo. La luminosidad termina con la conversión de todo el cobalto a hierro-56, el cual emitirá las líneas más tardías producto de su estado ionizado.
A diferencia de otros tipos de supernovas, las supernovas de tipo Ia se encuentran en todo tipo de galaxias, incluyendo las elípticas. Asimismo, tampoco muestran ninguna preferencia por regiones de formación estelar. Esto es así porque los sucesos que desembocan en una supernova Ia pueden durar mucho tiempo en términos estelares, sobre todo la aproximación de los dos cuerpos. Además no se originan a partir de estrellas muy masivas, por lo que no tienen por qué ubicarse en zonas de formación estelar reciente (donde se encuentran las gigantes azules), de modo que pueden acontecer en las regiones más viejas de las galaxias. Esta particularidad permite encontrarlas mirando cualquier parte del cielo, con una distribución homogénea con probabilidad constante allí donde haya galaxias.
Dada la similitud en las formas y en la magnitud de las curvas de luz de todas las supernovas de tipo Ia observadas hasta la fecha, es por lo que son utilizadas como medida estándar de luminosidad en astronomía extragaláctica, lo que en términos astrofísicos se llama una candela estándar; en este caso, se pueden calibrar con una décima de magnitud. Las ventajas con respecto a las demás candelas estándar, como las cefeidas clásicas, es que su alta luminosidad permite detectarlas en galaxias muy lejanas, ayudando a inferir distancias de objetos que, de otra manera, sería imposible calcular. La razón de la similitud de las curvas de luminosidad es aún cuestión de debate, pero parece estar relacionada, en parte, con el hecho de que las condiciones iniciales en que se generan estos fenómenos sean casi idénticas. Estas propiedades tan favorables han revolucionado la cosmología, permitiendo desvelar la expansión acelerada del universo gracias a su utilización estadística.
En la Vía Láctea, el candidato más conocido para este tipo de supernova es IK Pegasi (HR 8210), localizado a una distancia de tan solo 150 años luz. Este sistema binario está formado por una estrella de secuencia principal y una enana blanca, separadas únicamente por 31 millones de km. La enana tiene una masa estimada en 1,15 veces la masa solar. Se piensa que pasarán varios miles de millones de años antes de que la enana blanca llegue a la masa crítica necesaria para convertirse en una supernova de tipo Ia.

### Tipos Ib e Ic
Los espectros de las supernovas de tipos Ib y Ic no muestran la línea del silicio presente en los espectros de las Ia; se cree que se trata de estrellas al final de su vida (como las tipo II), pero que perdieron todo su hidrógeno en etapas anteriores, por lo que las líneas de este elemento no aparecen en sus espectros. En particular, se piensa que las supernovas de tipo Ib resultan del colapso de una estrella de Wolf-Rayet que ha expulsado toda su envoltura de hidrógeno por medio de los intensos vientos propios de estas estrellas. Se conocen también varias de estas supernovas en sistemas binarios: en este caso, la estrella compañera puede ayudar a desligar gravitatoriamente el gas de la envoltura de la otra estrella, la que no necesita ser tan masiva como una Wolf-Rayet aislada. En casos extremos, cuando no solo escapa el hidrógeno, sino también el helio, puede quedar expuesto el núcleo de carbono, y este sería el escenario de una supernova Ic. El proceso de la explosión de estas supernovas es esencialmente el mismo que el de las supernovas de colapso gravitatorio típicas, las tipo II.

### Tipo II
Las supernovas de tipo II son el resultado de la imposibilidad de producir energía una vez que la estrella ha alcanzado el equilibrio estadístico nuclear con un núcleo denso de hierro y níquel. Estos elementos ya no pueden fusionarse para dar más energía, sino que requieren energía para fusionarse en elementos más pesados. La barrera de potencial de sus núcleos es demasiado fuerte para que la fusión sea rentable por lo que ese núcleo estelar inerte deja de sostenerse a sí mismo y a las capas que están por encima de él. La desestabilización definitiva de la estrella ocurre cuando la masa del núcleo de hierro alcanza el límite de Chandrasekhar, lo que normalmente toma apenas unos días. Es en ese momento cuando su peso vence a la presión que aportan los electrones degenerados del núcleo y este colapsa. El núcleo llega a calentarse hasta los 3000 millones de grados, momento en el que la estrella emite fotones de tan alta energía que hasta son capaces de desintegrar los átomos de hierro en partículas alfa y neutrones en un proceso llamado fotodesintegración; estas partículas son, a su vez, destruidas por otros fotones, generándose así una avalancha de neutrones en el centro de la estrella.
Estas reacciones son endotérmicas, por lo que no ayudan a sostener el núcleo compacto y este sigue colapsando, emitiendo más y más neutrones cada vez. De hecho provocan un enfriamiento del núcleo, lo que se traduce en una menor presión y, por tanto, en una aceleración del proceso. Los propios átomos de hierro captan parte del inmenso flujo de neutrones, transformándose en elementos más pesados por medio del fenómeno llamado captura de neutrones, o proceso-r.
El núcleo se contrae tan rápido que deja un espacio de baja densidad casi vacío entre él y el resto de la estrella. La envoltura, por su parte, empieza a caer sobre el núcleo frenándose por un aluvión de fotones de frecuencia extrema, que fotodesintegran las capas más interiores de dicha envoltura. Esta destrucción de núcleos no solo transmite momento sino que también produce un flujo de neutrones y protones que serán capturados por las capas siguientes para formar elementos más pesados. Simultáneamente, las densidades enormes que se alcanzan en la «sopa» de núcleos pesados y electrones en que se ha convertido el núcleo supercompactado, posibilitan una nueva reacción. Los electrones del núcleo estelar empiezan a caer sobre los núcleos atómicos reaccionando con los protones para formar neutrones en un proceso llamado captura de electrones por lo que, poco a poco, el núcleo se va convirtiendo en una masa de neutrones hiperdensa llamada neutronium. Los procesos de fotodesintegración y de captura de electrones aceleran aún más el hundimiento de la estrella, ya que, además, ahora también la presión de degeneración pierde fuerza rápidamente.
Pero la captura de electrones no solo resulta en la producción de neutrones sino también en la de neutrinos. La captura se produce a tal ritmo que se genera un flujo explosivo de neutrinos que es arrastrado por el colapso, hasta que su abundancia creciente los hace degenerar y, bloquear así, la captura de nuevos electrones. Por breves instantes los electrones ni siquiera pueden seguir combinándose con los protones ya que no hay lugar en el espacio de fases donde colocar a los neutrinos que resultarían, dado que estos están ya degenerados. Pero esto no tarda en resolverse ya que, a consecuencia de este taponamiento, se produce un escape de los neutrinos del núcleo llevándose gran cantidad de energía, lo que reactiva las capturas y realimenta a los frentes de onda de neutrinos que se expanden con gran rapidez. La emisión de neutrinos durará unos 10 segundos.
Las capas externas de material que caen hacia el núcleo se encuentran de camino con el frente de choque de la avalancha de neutrinos, también llamado neutrinosfera. A través de un proceso que no ha sido develado por completo aún, parte de la energía liberada en la explosión de neutrinos es transferida a las capas externas de la estrella. Se cree que, como se puede ver en la fórmula siguiente, los neutrinos son capaces de generar fotones mediante un proceso inverso al de generación de fotoneutrinos (ver: Neutrinos térmicos).
Cuando la onda de choque alcanza la superficie de la estrella varias horas más tarde, ocurre un incremento enorme de su luminosidad. Si la masa del núcleo colapsante es lo suficientemente pequeña, entre 1,5 y 2,5 masas solares, los propios neutrones podrán frenar el colapso; si no, seguirá contrayéndose hasta concentrarse toda la materia en una singularidad, formando así un agujero negro. Esta frontera entre estrella de neutrones y agujero negro no está bien definida debido a la falta de entendimiento de los procesos del colapso de una supernova.
En el caso de las supernovas que generan estrellas de neutrones, las capas externas apenas si llegan a chocar con la superficie del núcleo compacto. Es posible que ni la alcancen y antes hayan sido barridas por el flujo de neutrinos. En las que acaban en agujeros negros, inicialmente sí se forma una estrella de neutrones pero la cubierta posee tanta masa y empuje que gran parte de esta cae sobre la estrella de neutrones haciendo que supere la masa máxima de unas 2,5 masas solares, aunque este límite tampoco se conoce con exactitud.

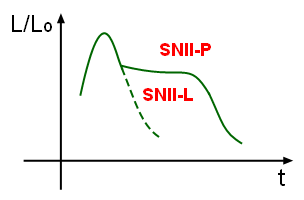
Curvas de luz de las SNII-P y SNII-L. Las primeras tienen una fase de «meseta» durante la cual el gas ionizado se enfría al expandirse, recombinándose hasta volverse transparente. Este proceso compensa el decrecimiento de luz y mantiene la luminosidad hasta que se hace neutro, momento en el cual vuelve a decrecer. En el segundo caso, apenas hay capas externas, las que probablemente se perdieron por interacción con alguna estrella vecina. Se observa también que tiene un pico notablemente menos acentuado que las SNIa.

La energía desarrollada por una supernova de tipo II típica es de unos 1046 J (unos 100 foes) emitidos en los 10 segundos de flujo explosivo de neutrinos. De toda esta energía, tan solo un foe es absorbido por el material, reemitiéndose en forma de energía cinética del material en expansión. Entre 0,01 y 1 foes se emiten en forma de energía luminosa. Esta última es la energía detectable ópticamente. Las supernovas con mejor rendimiento son las que dejan estrellas de neutrones como remanentes ya que, en este caso, el porcentaje de masa expulsado es máximo. En el caso de las que dejan un agujero negro, la expansión será menos eficiente porque gran parte de la energía de la explosión quedará atrapada en él. En cualquier caso, las supernovas de colapso difícilmente se acercarán al foe completo que liberan las supernovas tipo Ia.
La cuestión de cómo las supernovas logran emitir toda esa energía aún no se entiende bien. De hecho, los modelos realizados por ordenador no dan explosión alguna o, si la dan, esta es muy marginal. Se ha especulado sobre toda una serie de factores que podrían influir en la potencia de la explosión, o que incluso podrían ser cruciales para que esta se produzca. En primer lugar puede estar la fuerza centrífuga, que es máxima en el plano ecuatorial y que, sin duda, tiene una contribución positiva ayudando a que el material escape. Con la compresión de la estrella dicha fuerza debería acentuarse al conservarse el momento angular de la estrella. Por otra parte están los campos magnéticos que también deberían contribuir con su presión magnética. Estos dos aspectos se omiten en los modelos porque ni tienen simetría esférica ni se pueden fijar debidamente al desconocerse sus magnitudes, que por otra parte deben ser diferentes para cada estrella.
Las supernovas de tipo II pueden dividirse en los subtipos II-P y II-L. Los tipos II-P alcanzan una meseta en su curva de luz mientras que los tipos II-L poseen un decrecimiento lineal en su curva. La causa de esto se cree que es por diferencias en la envoltura de las estrellas. Las supernovas de tipo II-P poseen una gran envoltura de hidrógeno que atrapa la energía liberada en forma de rayos gamma y la liberan en frecuencias más bajas, mientras que las de tipo II-L, se cree, poseen envolturas mucho menores, convirtiendo menor cantidad de energía de rayos gamma en luz visible.
Las masas de las estrellas que dan lugar a supernovas están entre alrededor de las 10 masas solares hasta las 40 o 50. Más allá de este límite superior (que tampoco se conoce con exactitud), los momentos finales de la estrella son implosiones completas en las que nada escapa al agujero negro que se forma, rápida y directamente, engulléndolo todo antes de que un solo rayo de luz pueda salir. Estas estrellas literalmente se desvanecen al morir.
Se ha especulado que algunas estrellas excepcionalmente masivas podrían producir hipernovas al extinguirse. El escenario propuesto para semejante fenómeno dice que, tras la transformación repentina del núcleo en agujero negro, de sus polos brotarán dos jets de plasma relativista. Estas intensas emisiones se producirían en la banda de frecuencias de los rayos gamma y podrían ser una explicación plausible para las enigmáticas explosiones de rayos gamma.

## Remanentes de supernova

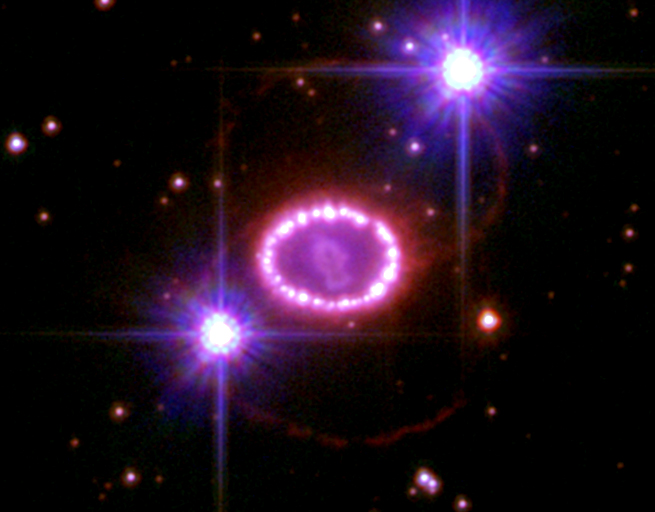
Supernova 1987A, una de las explosiones estelares más brillante de los últimos 400 años.

Los restos o el remanente de supernova es una estructura nebulosa formada a partir de la explosión. Este remanente está rodeado por una onda de choque expansiva que barre todo a su alrededor y choca durante su paso. La estrella, ya sin energía alguna en su núcleo, implosiona según su gravedad, ocasionando alguna de las dos rutas posibles para una supernova: una estrella de neutrones o un agujero negro. Pero no todo se destruye en una explosión de supernova, sino que el núcleo de la estrella permanece. Este núcleo, rico en hierro, proseguirá su hundimiento, el cual se detendrá o, por el contrario, continuará indefinidamente dependiendo de la masa del núcleo tras la explosión.
Los descubrimientos de supernovas son notificados a la UAI (Unión Astronómica Internacional), la cual distribuye una circular con el nombre recientemente asignado. El nombre se forma por el año del descubrimiento y la designación de una o dos letras. Las primeras 26 supernovas del año llevan letras de la A a la Z (vg. Supernova 1987A); las siguientes llevan aa, ab, etc.
La estrella de neutrones
También llamadas púlsares, se forman cuando el hundimiento del núcleo se detiene a consecuencia de los neutrones, que se desplazan sin rumbo debido a las altas temperaturas, ocasionando que la materia se encuentre disgregada en protones, neutrones y electrones. Las estrellas de neutrones o púlsares tienen un campo magnético muy grande, con lo que se induce a la emisión progresiva de radiación electromagnética en forma de pulsos, los cuales se mueven a intervalos periódicos de acuerdo con el período de rotación.  
Agujero negro
Por otro lado, cuando el núcleo que se mantiene durante la explosión de supernova tiene una masa que sobrepasa el límite de la misma, es decir, la masa de unos tres soles, su hundimiento es inevitable. Esto conlleva a que la densidad de la estrella sea increíblemente alta, provocando que colapse, a partir de esto se forman los agujeros negros. Cuanto más densidad de luz exista, más grande será el agujero negro, tan grande que cualquier cosa que esté cerca de ellos será atrapada debido a su intensa fuerza gravitatoria.

## Asimetría

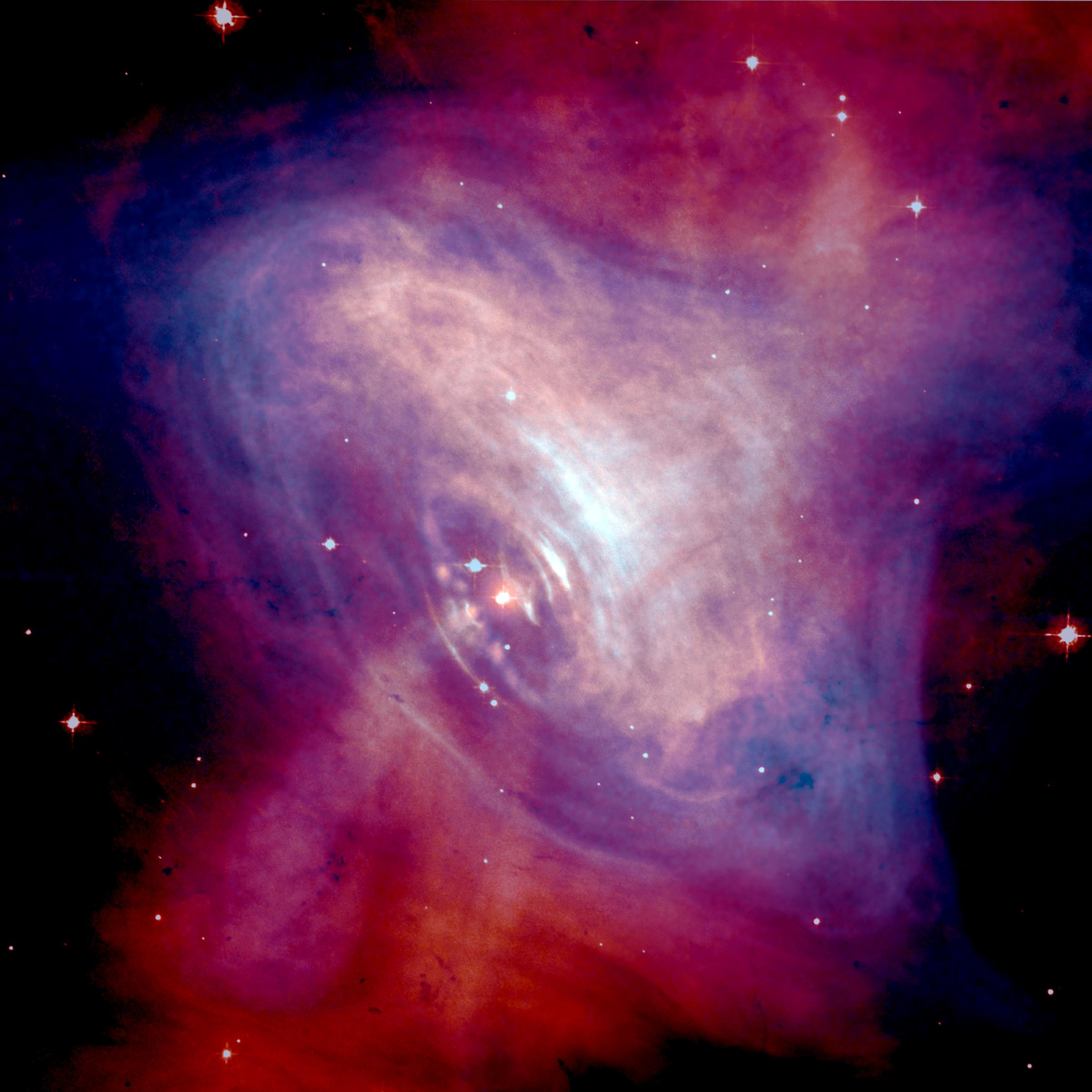
El pulsar en la Nebulosa del Cangrejo está viajando a 375 km/s relativo a la nebulosa.

Un quebradero de cabeza de larga duración acerca de las supernovas de tipo II es por qué el objeto compacto que queda después de la explosión adquiere una gran velocidad lejos del epicentro; se observa que los púlsares, y, por lo tanto, las estrellas de neutrones, tienen altas velocidades. Presumiblemente, lo mismo sucede con los agujeros negros, a pesar de que son mucho más difíciles de observar aisladamente. El impulso inicial puede ser sustancial, imprimiéndole a un objeto de más de una masa solar la velocidad de 500 km/s o aún mayor. Esto indica una asimetría en la explosión, pero el mecanismo por el que el impulso se transfiere al objeto compacto sigue siendo desconocido.
Una posible explicación de la asimetría en la explosión es una convección a gran escala por encima del núcleo. La convección puede crear variaciones en las abundancias de elementos locales, dando lugar a una combustión nuclear irregular durante el colapso, rebote y la consiguiente explosión.
Otra posible explicación es que la acumulación de gas en la estrella de neutrones central puede crear un disco que expulsa chorros altamente direccionales, propulsando materia a muy alta velocidad fuera de la estrella y provocando choques transversales que desbaratan por completo la estrella. Estos chorros podrían desempeñar un papel crucial en la explosión de la supernova resultante. (Actualmente se favorece a un modelo similar para explicar las grandes ráfagas de rayos gamma).
A través de la observación, también se han confirmado estas asimetrías iniciales en las explosiones de las supernovas tipo Ia. Este resultado puede significar que la luminosidad inicial de este tipo de supernova depende del ángulo de observación. Sin embargo, la explosión se hace más simétrica con el paso del tiempo. Los primeros indicios de asimetrías son detectables mediante la medición de la polarización de la luz emitida.

## Supernovas destacadas

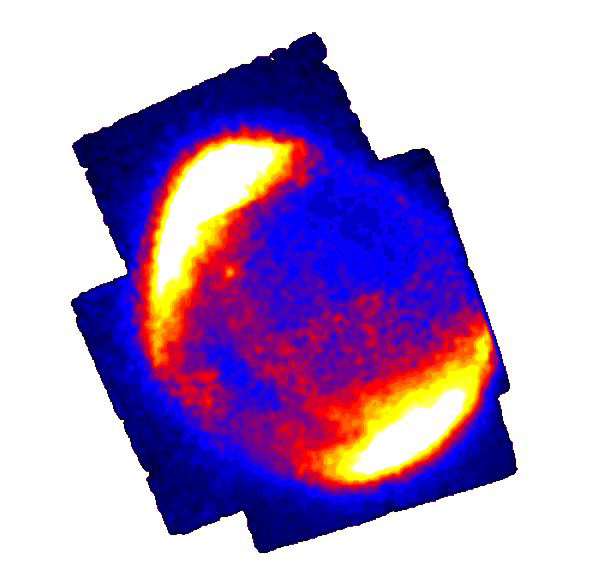
Imagen en Rayos X de la supernova SN 1006, tomada por ASCA, un satélite de la NASA para el estudio de los rayos cósmicos.

A continuación se muestra una lista de las más importantes supernovas vistas desde la Tierra en tiempos históricos. Las fechas que se dan señalan el momento en que fueron observadas. En realidad, las explosiones ocurrieron mucho antes, pues su luz ha tardado cientos o miles de años en llegar hasta la Tierra.
- 185 – SN 185 – referencias en China y posiblemente en Roma. Análisis de datos tomados en rayos X por el observatorio Chandra sugieren que los restos de la supernova RCW 86 corresponden con este evento histórico.
- 1006 – SN 1006 – Supernova muy brillante; referencias encontradas en Egipto, Irak, Italia, Suiza, China, Japón y, posiblemente, Francia y Siria.
- 1054 – SN 1054 – Fue la que originó la actual Nebulosa del Cangrejo, se tiene referencia de ella por los astrónomos chinos y, seguramente, por los nativos americanos.
- 1181 – SN 1181 – Dan noticia de ella los astrónomos chinos y japoneses. La supernova estalla en Casiopea y deja como remanente a la estrella de neutrones 3C 58 la cual es candidata a ser estrella extraña.
- 1572 – SN 1572 – Supernova en Casiopea, observada por Tycho Brahe y Jerónimo Muñoz, descrita en el libro del primero De Nova Stella donde se usa por primera vez el término "nova".
- 1604 – SN 1604 – Supernova en Ophiuchus, observada por Johannes Kepler; es la última supernova vista en la Vía Láctea.
- 1885 – S Andromedae en la Galaxia de Andrómeda, descubierta por Ernst Hartwig.
- 1987 – Supernova 1987A en la Gran Nube de Magallanes, observada unas horas después de su explosión, fue la primera oportunidad de poner a prueba a través de las observaciones directas las teorías modernas sobre la formación de las supernovas.
- – Cassiopeia A – Supernova en Casiopea, no observada en la Tierra, pero se estima que explotó hace unos 300 años. Es el remanente más luminoso en la banda de radio.
- 2005 - 2005ap - Esta supernova de tipo II es por el momento la más brillante jamás observada. Llegó a ser hasta ocho veces más brillante que la Vía Láctea. Esto la hace superar en casi dos veces a SN 2006gy.
- 2006 – SN 2006gy en el núcleo de la galaxia NGC 1260, es la segunda más grande que se ha podido observar hasta la fecha, cinco veces más luminosa que las supernovas observadas anteriormente, su resplandor fue de 50 000 millones de veces la del Sol. Se originó por la explosión de una estrella de 150 masas solares.

Galileo usó la supernova 1604 como una prueba contra el dogma aristotélico imperante en esa época, de que el cielo era inmutable.
Las supernovas dejan un remanente estelar tras de sí; el estudio de estos objetos ayuda mucho a ampliar los conocimientos sobre los mecanismos que las producen.

## El papel de las supernovas en la evolución estelar
Las supernovas contribuyen a enriquecer el medio interestelar con metales (para los astrónomos, «metal» es todo elemento más pesado que el helio). Así, tras cada generación de estrellas (y, consecuentemente, de supernovas), la proporción de elementos pesados del medio interestelar aumenta. Mayores abundancias en metales tienen importantes efectos sobre la evolución estelar. Además, solo los sistemas estelares con metalicidad lo suficientemente alta pueden llegar a desarrollar planetas. Una mayor metalicidad conlleva, pues, una mayor probabilidad de formación de planetas, pero también contribuye a formar estrellas de menor masa. Esto se debe a que el gas acretado por la protoestrella es más sensible a los efectos del viento estelar cuanto más elementos pesados posea, pues estos absorben mejor los fotones.
Alex Filippenko y sus colaboradores postulan que las mayores supernovas (como la SN 2005ap y la SN 2006gy) habrían sido producidas por estrellas muy masivas (de 100 o más masas solares, en los casos citados 150 masas solares), y que estrellas de esas características habrían constituido la primera generación de estrellas en el universo; al estallar como gigantescas supernovas habrían difundido en el universo los elementos químicos a partir de los cuales se generaron las nuevas estrellas (y astros en general). Tales elementos químicos serían en definitiva los que constituyen a cada ente material conocido, y por supuesto, incluidos todos los seres vivos.

### En español
- Las Supernovas en AstroMía
- Las supernovas. Windows to the Universe.
- Imágenes de supernovas
- Supernova: cuando las estrellas explotan
- Novas y supernovas

### En inglés
- Las supernovas producen rayos cósmicos
- Lista de supernovas recientes
- El proyecto SNEWS (SuperNova Early Warning System) utiliza detectores de neutrinos para construir una red que, según se espera, proveerá noticias de avanzada ante una explosión de supernova.
- Un artículo de revisión (enlace roto disponible en Internet Archive; véase el historial, la primera versión y la última). en SNEWS
- Un artículo técnico de revisión sobre supernovas Tipo Ia.
- Un artículo de Science sobre el mecanismo de la explosión de las supernova Tipo Ia.
- Otra buena revisión (enlace roto disponible en Internet Archive; véase el historial, la primera versión y la última). de eventos relacionados con supernovas.
- Un artículo sobre la conexión entre supernovas y neutrinos (en inglés).

- Datos: Q3937
- Multimedia: Supernovae / Q3937